# Évosges

Évosges este o comună în departamentul Ain din estul Franței.